# Ronnie Hillman
Pour les articles homonymes, voir Hillman (homonymie).
(en) Statistiques sur pro-football-reference
Ronnie Hillman, né le 14 septembre 1991 à Long Beach (Californie) et mort le 21 décembre 2022 à Atlanta (Géorgie),, est un joueur américain de football américain.

## Biographie
Sélectionné en 67e position de la draft 2012 de la NFL par les Broncos de Denver, Ronnie Hilman est un running back. Le joueur inscrit son premier touchdown en National Football League (NFL) lors d'une rencontre contre les Panthers de la Caroline en semaine 11 de la saison 2012 de la NFL.
Ronnie Hilman est désigné comme l'un des coureurs importants des Broncos au début de la saison 2013. Il marque un touchdown le 23 septembre contre les Raiders d'Oakland. Le 20 octobre, contre les Colts d'Indianapolis, il perd la possession du ballon en le relâchant, ce qui entraîne la défaite des Broncos. Hillman est écarté de l'équipe qui va jusqu'au Super Bowl XLVIII. Il est inactif lors de ce Super Bowl.
Lors de la saison 2014, Hillman réalise une bonne performance contre les Jets de New York en avançant de 100 yards dans une victoire 31 à 17. Il court également pour 74 yards et 2 touchdowns lors d'une victoire 42 à 17 contre les 49ers de San Francisco.
La saison 2015 de Ronnie Hilman est sa meilleure. Il court pour 863 yards et 7 touchdowns. Contre les Vikings du Minnesota, il réalise une course de 72 yards pour un touchdown. Hillman se partage le temps de jeu avec C. J. Anderson. Les Broncos avancent jusqu'au Superbowl 50 lors duquel ils défont les Panthers de la Caroline sur le score de 24 à 10. Hillman, premier remplaçant d'Anderson pendant les séries éliminatoires, remporte son premier Super Bowl.